# Natalia Chacón
Natalia Chacón Amarillas (Mazatlán, 1 de diciembre de 1879-Los Ángeles, 2 de junio de 1927) fue la esposa del presidente Plutarco Elías Calles y primera dama de México entre 1924 y 1927.

## Vida personal

### Orígenes
Natalia Chacón nació en Mazatlán (Sinaloa). Fue uno de los nueve hijos de  la guaymense Buenaventura Amarillas (ama de casa) y  el chihuahuense Andrés Chacón (inspector aduanal). Pronto, la familia Chacón se trasladó a Guaymas, donde transcurrió su infancia y juventud.

### Matrimonio y Familia

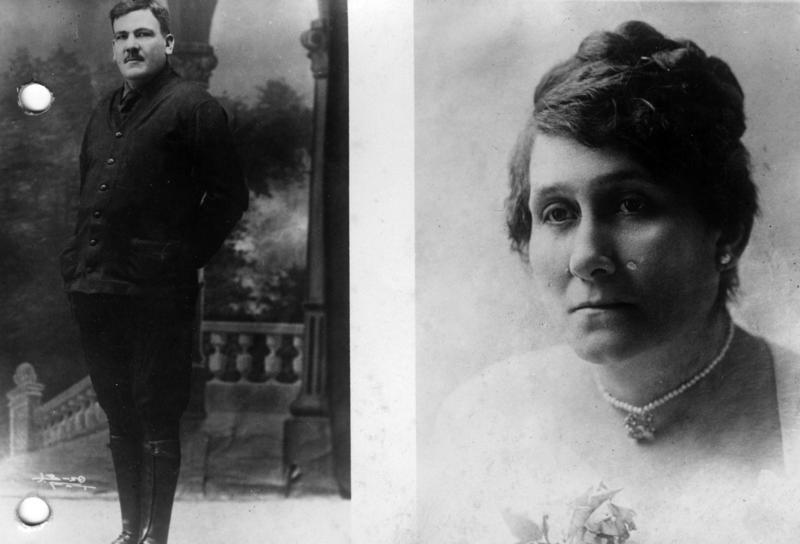
Plutarco Elías Calles y Natalia Chacón.

Fue en el puerto de Guaymas donde Natalia conoció a Plutarco Elías Calles, un maestro de escuela dos años mayor que ella. En ese mismo lugar, en el domicilio de los padres de Natalia, se efectuó la ceremonia civil el 24 de agosto de 1899. Natalia y Plutarco no se casaron por la iglesia debido a que el general era anticlerical. Pese a que Natalia era asmática, lo que le causaba fuertes rachas de tos, procreó doce hijos, uno tras otro, de los cuales sobrevivieron nueve. 
En 1913, mientras su esposo se encontraba combatiendo a las fuerzas de Victoriano Huerta, ella y sus hijos se refugiaron en Arizona. Posteriormente, se fueron a vivir a Nogales, lugar en el que permanecieron hasta 1920. Raramente, cuando Plutarco pasaba por ahí, visitaba a su numerosa prole siendo el principal impedimento sus ocupaciones militares y políticas. Ocho años duraron separados y durante ese tiempo Natalia no dejó de reprocharle el abandono y la poca correspondencia. Después de Agua Prieta, Natalia se fue con su esposo a la capital. Un cuatrienio después, él ocuparía la presidencia de la república.

## Primera dama de México
En el tiempo en que Natalia fue primera dama, acompañó a su marido en los actos de protocolo y se dedicó a hacer obras de asistencia social. La señora Natalia hizo algo que nunca antes había hecho una primera dama: organizar banquetes. Además, inauguró la primera red de comedores infantiles de México que funcionó gracias a su iniciativa. Poco tiempo fue el que le dedicó a estas labores pues siempre estaba muy enferma y desgastada por diversos factores (calenturas, achaques e insomnios). El hecho de haber tenido tantos hijos, fue la principal razón que hiciera que tuviera mala salud, misma que fue decayendo. Ya fuera por angustia o por enfermedad, Natalia dejó de asistir a las ceremonias del Grito de Independencia, así como a otros actos oficiales a los que por costumbre asistía la esposa del mandatario.

## Muerte
A sus cuarenta y siete años, Natalia sufrió una embolia pulmonar. Fue trasladada de emergencia a la ciudad de Los Ángeles (estado de California), siendo internada en el hospital luterano. Ahí fue sometida a una intervención quirúrgica el 23 de mayo de 1927, pero, debido a una complicación en la vesícula biliar, tras once días de lucha, falleció el 2 de junio de 1927. Sus restos fueron traídos en el tren presidencial y depositados en la cripta familiar, Elías Calles-Chacón, situada en el Panteón Civil de Dolores en la Ciudad de México. Por ser la esposa del presidente en funciones, se le rinden honores y se le levanta un monumento en el lugar donde se le sepultó.
A partir de entonces, el trabajo de acompañante oficial del presidente lo cumplió su hija Hortensia, quien debido a la enfermedad de su madre ya había fungido como primera dama sustituta.